# Брожек (Любуське воєводство)
Брожек (пол. Brożek, нім. Forst-Scheuno) — село в Польщі, у гміні Броди Жарського повіту Любуського воєводства.
Населення — 61 особа (2011).

## Демографія
Демографічна структура станом на 31 березня 2011 року:
|          | Загалом | Допрацездатний вік | Працездатний вік | Постпрацездатний вік |
| -------- | ------- | ------------------ | ---------------- | -------------------- |
| Чоловіки | 31      | 6                  | 22               | 3                    |
| Жінки    | 30      | 1                  | 25               | 4                    |
| Разом    | 61      | 7                  | 47               | 7                    |